# El Capitan (trein)
El Capitan was een reizigerstrein in de Verenigde Staten die uitgebaat werd door de Atchison, Topeka and Santa Fe Railway (Santa Fe). De trein verbond Chicago in de staat Illinois met Los Angeles in Californië via de Santa Fe trail. Onderweg reed de trein door de staten Iowa, Missouri, Kansas, Colorado, New Mexico en Arizona.

## Geschiedenis
El Capitan werd in 1938 door Santa Fe geïntroduceerd om op de route naar Los Angeles ook een aandeel te hebben in het goedkopere marktsegment. De bestaande treinen van Santa Fe op de verbinding Chicago – Los Angeles, The Chief en Super Chief bestonden geheel uit slaaprijtuigen en de Super Chief beschikte bovendien alleen over eersteklas accommodatie. El Capitan kreeg dezelfde route en dezelfde snelheid als de Super Chief maar bestond volledig uit zitrijtuigen. In 1938 werd de trein samengesteld uit 5 streamliner rijtuigen; 1 bagage-/personeelsrijtuig, 1 zitrijtuig, 1 zelfbedieningsrestauratie, 1 zitrijtuig, 1 sluitrijtuig. Met twee stammen kon twee keer per week per richting worden gereden. De openingsrit maakte een omweg via Grand Canyon Depot, de reguliere dienst stopte in Williams Junction, waar reizigers voor de Grand Canyon konden overstappen op de Grand Canyon Railway. In het eerste jaar haalde El Capitan een bezettingsgraad van 80 % en was daarmee zeer succesvol. Op 29 februari 1948 waren er genoeg rijtuigen geleverd om zowel de Super Chief als El Capitan dagelijks te laten rijden.

## Hi-Level

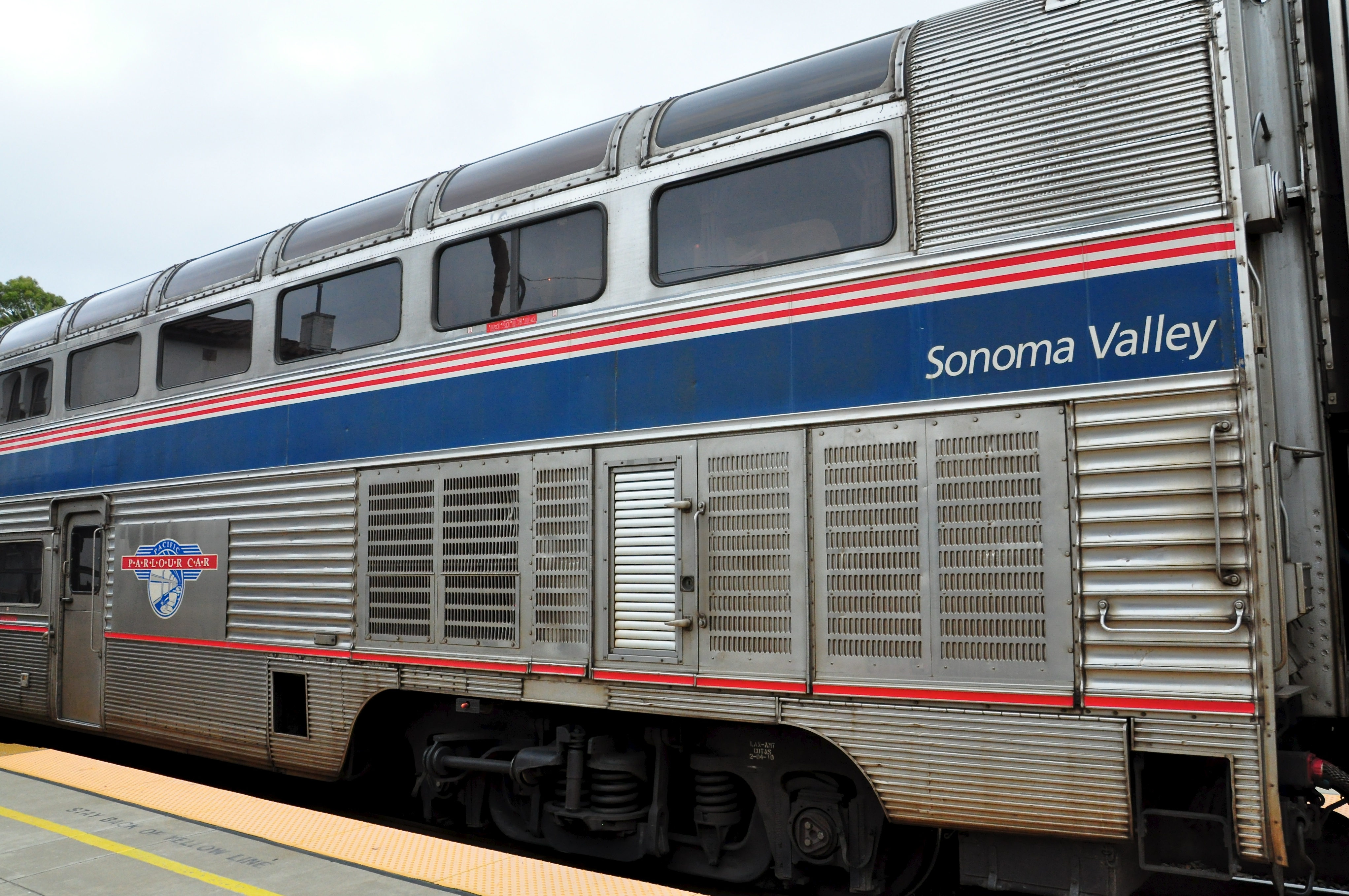
Hi-Levelrijtuig Sonoma Valley in Amtrak kleurstelling

In 1954 leverde treinfabrikant Budd 14 Big domes aan Santa Fe. Deze rijtuigen beschikten over een uitzichtskoepel over de volle lengte en werden in eerste instantie ingezet in El Capitan. Naast deze Big Domes werden ook twee Hi-Levelprototypes geleverd en ingezet in El Capitan. De Hi-Levelrijtuigen bouwen voort op het idee van de Big Domes, maar zijn echte dubbeldekkers. Kenmerkend voor de Hi-Levelrijtuigen is dat de reizigers de rijtuigovergang op de bovenste verdieping maken en op de onderste verdieping diverse voorzieningen zijn ondergebracht. Op 8 juli 1956 waren 47 Hi-Levelrijtuigen geleverd, genoeg voor 5 stammen waarmee een dagelijkse dienst kon worden gereden. Op 15 juli 1956 werd het wagenpark van El Capitan integraal vervangen door Hi-Levelmaterieel wat daarna bijna synoniem werd voor El Capitan. De treinsamenstelling was : 1 postrijtuig, 1 bagagerijtuig, 1 bagage-/personeelsrijtuig, 1 overgangsrijtuig, 2 zitrijtuigen, 1 restauratierijtuig, 1 loungerijtuig, 3 zitrijtuigen, 1 overgangsrijtuig. Het post- en bagagerijtuig zijn enkeldeksrijtuigen, het bagage-/personeelsrijtuig heeft een kap op het dak ter wille van een gestroomlijnde overgang naar de dubbeldeksrijtuigen. De zitplaatsen bevinden zich allemaal op 2,5 meter boven de rails, zodat iedereen goed uitzicht heeft.

### Hi-Levelwagenpark 1956
| Type             | Aantal | Zitplaatsen | Fabrikant              | Rijtuignummers | Opmerkingen                                                                    |
| ---------------- | ------ | ----------- | ---------------------- | -------------- | ------------------------------------------------------------------------------ |
| Bagage           | 14     | 1           | American Car & Foundry | 3453 - 3466    |                                                                                |
| Bagage/personeel | 6      | 27 (lig)    | Budd                   | 3480 - 3481    | nog 4 andere bagage-/personeelsrijtuigen werden voorzien van een stroomlijnkap |
| Overgangsrijtuig | 10     | 68          | Budd                   | 528 - 537      | aan één zijde voorzien van een trap naar normaal niveau                        |
| Zitrijtuig       | 37     | 72          | Budd                   | 700 - 736      |                                                                                |
| Restauratie      | 6      | 80          | Budd                   | 650 - 655      | drieassige draaistellen, keuken op beneden dek                                 |
| Sky Lounge       | 6      | 84          | Budd                   | 575 - 580      | lounge met bar op beneden dek                                                  |

De bagage- en bagage-/personeelsrijtuigen waren enkeldeks. De andere waren echt Hi-Level waarbij het benedendek onder meer voorzien was van een generator voor de energie voorziening. Behalve de verwarming werden alle voorzieningen in de rijtuigen door de eigen generator van energie voorzien.
Santa Fe bestelde in 1964 nog 24 Hi-Levelrijtuigen en die stonden model voor de latere Superliners van Amtrak.

## Neergang

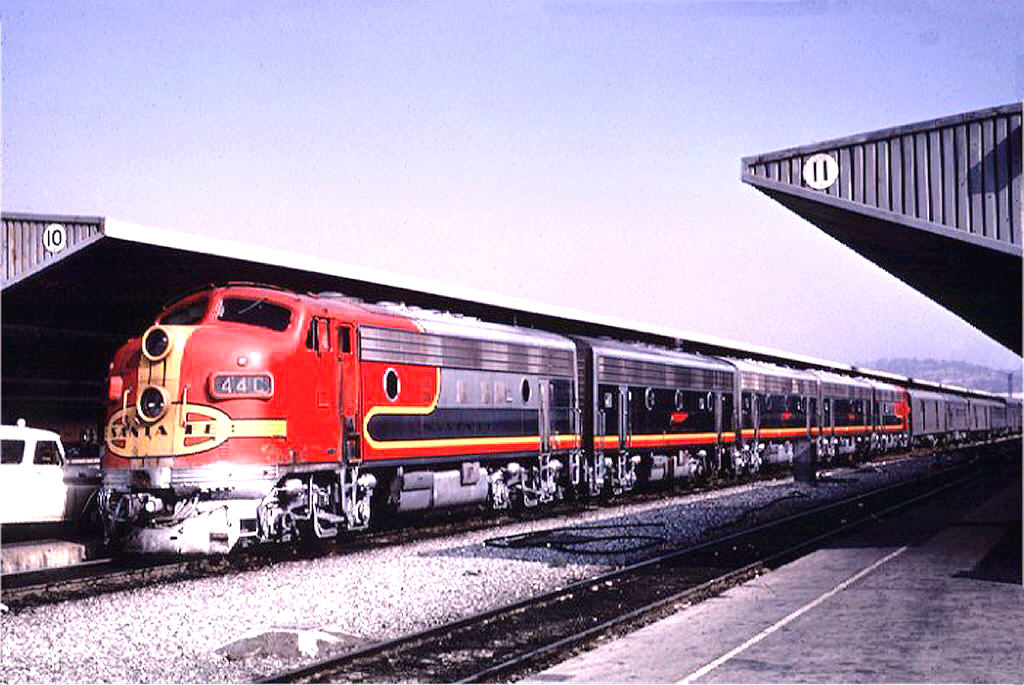
De gecombineerde Super Chief/El Capitan in LosAngeles, 24 sep 1966

Door toenemende concurrentie van de luchtvaart liep de bezettingsgraad van de passagierstreinen gestaag terug. In 1964 werden de Super Chief en El Capitan gekoppeld en reden zij als één trein, met behoud van de beide namen, tussen Chicago en Los Angeles. Net als concurrerende maatschappijen droeg Santa Fe de exploitatie van de personentreinen over aan Amtrak. Op 30 april 1971 eindigde de exploitatie door Santa Fe, en Amtrak stopte met de naam El Capitan op 19 april 1973.